# Hemiceratoides sittaca
Hemiceratoides sittaca är en fjärilsart som beskrevs av Karsch 1896. Hemiceratoides sittaca ingår i släktet Hemiceratoides och familjen nattflyn. Inga underarter finns listade i Catalogue of Life.